# Hakel
Hakel este o arie protejată (arie de protecție specială avifaunistică — SPA) din Germania întinsă pe o suprafață de 6.441 ha, integral pe uscat.

## Localizare
Centrul sitului Hakel este situat la coordonatele 51°53′11″N 11°19′39″E / 51.8864°N 11.3275°E.

## Înființare
Situl Hakel a fost declarat arie de protecție specială avifaunistică în noiembrie 1992 pentru a proteja 24 de specii de animale.

## Biodiversitate
Situată în ecoregiunea continentală, aria protejată nu include niciun habitat protejat.
La baza desemnării sitului se află mai multe specii protejate de  păsări (24): acvilă de munte (Aquila chrysaetos), acvilă țipătoare mică (Aquila pomarina), ciuf de câmp (Asio flammeus), șorecar încălțat (Buteo lagopus), erete de stuf (Circus aeruginosus), erete vânăt (Circus cyaneus), erete cenușiu (Circus pygargus), porumbel de scorbură (Columba oenas), cristeiul de câmp (Crex crex), ciocănitoare pestriță mare (Dendrocopos major), ciocănitoarea de stejar (Dendrocopos medius), ciocănitoare neagră (Dryocopus martius), șoim de iarnă (Falco columbarius), muscar (Ficedula parva), codalb (Haliaeetus albicilla), acvilă pitică (Hieraaetus pennatus), capîntortură (Jynx torquilla), sfrâncioc roșiatic (Lanius collurio), presură sură (Miliaria calandra), gaia neagră (Milvus migrans), gaia roșie (Milvus milvus), viespar (Pernis apivorus), ciocănitoare verzuie (Picus canus), silvie porumbacă (Sylvia nisoria).
Pe lângă speciile protejate, pe teritoriul sitului au mai fost identificate 1 specie de păsări.